# エフゲニー・プリマコフ内閣
エフゲニー・プリマコフ内閣（ロシア語: Правительство Примакова）は、ボリス・エリツィンロシア連邦大統領時代、エフゲニー・プリマコフがロシアの首相に任命され成立したロシア連邦の内閣。1998年9月11日から1999年5月12日まで続いた。
内閣の構成は、1998年9月22日付けロシア連邦大統領令（ウカース）第1142号（「行政権の連邦機関の構成」）によって承認された。

## 概要
1998年8月17日、セルゲイ・キリエンコ内閣は、ルーブルの切り下げと90日間の対外債務の支払停止（デフォルト）を発表しロシア金融危機が起こった。これに先立つ8月13日にボリス・エリツィン大統領は、訪問先のノヴゴロドで通貨切り下げを否定していただけに、エリツィンへの反発は強く、ロシア連邦議会下院国家会議は8月21日、臨時本会議を開会しエリツィンに任期満了以前の自発的辞職勧告決議案を賛成245、反対32で可決した。更に下院経済政策委員会、下院工業委員会は、財政金融問題に関する決議を採択し、この中でロシア連邦政府とロシア中央銀行の金融危機への対応を満足のいくものではないと非難した。
8月23日、エリツィン大統領は突如、キリエンコ内閣の全閣僚を罷免した。翌8月24日、エリツィンはヴィクトル・チェルノムイルジン前首相を首相代行に任命した。エリツィン及び彼の周辺（セミヤー）は、チェルノムイルジンが5年余に渡り首相を務め、病身の自分に代わり権力を強大化させたことを嫌って、次期大統領選挙立候補準備を理由に5ヶ月前に退陣させたばかりであった。そのため、キリエンコを解任し、チェルノムイルジンを首相代行として再登板させたことに対して野党勢力は支離滅裂であるとますます批判を強めた。8月31日、下院はチェルノムイルジンの首相承認を賛成94、反対251で否決した。エリツィンは再度、下院にチェルノムイルジンの承認を求めたが、9月7日の第2回投票でも賛成137、反対273で否決された。チェルノムイルジン自身は第3回投票に持ち込むことを辞さない覚悟であったが、エリツィンは2度の否決でチェルノムイルジンの承認をあきらめ、新たにエフゲニー・プリマコフ外相代行を首相候補に擁立した。
9月11日、下院はプリマコフ首相を賛成317、反対63、棄権15で承認した。プリマコフは大統領与党である「我が家ロシア」のほか、自らの首相承認に際し賛成票を投じたロシア連邦共産党、ロシア農業党などの左派勢力、自由民主党の協力を得ることに成功した。すなわち第一副首相として旧ソ連国家計画委員会（ゴスプラン）議長だったユーリ・マスリュコフを入閣させた。またロシア連邦中央銀行総裁には同じく旧ソ連時代にソ連国立銀行（ゴスバンク）総裁を務めた共産党が推すヴィクトル・ゲラシチェンコが任命された。この他、社会政策担当副首相に共産党系のワレンチナ・マトヴィエンコが女性閣僚として入閣。自民党からはセルゲイ・カラシニコフ下院社会問題委員会議長が労働・社会開発相として入閣した。一方、若手の改革派であるヴィクトル・フリステンコ、ボリス・フョードロフ、アレクサンドル・ショーヒンの三人はそれぞれ副首相を辞任し閣外に去った。
1998年9月24日、プリマコフ首相は初閣議の席上、キリエンコ前政権が実施したルーブル切り下げと国債の借り換えはエリツィン大統領の承認を得ていないと批判した上で、減税による国内産業活性化、資本の国外流出防止、貿易管理強化、ウォッカ、ウィスキー専売制、徴税強化、軍人への給料遅配改善策などの統制色の強い経済・産業政策を打ち出した。
プリマコフ首相は、老練な政治手腕を発揮し、ロシア連邦共産党を始め閣僚を輩出した各党派の支持と自身の出身母体でもある旧ソ連国家保安委員会（KGB）、ロシア連邦保安庁の人脈を活用して、徐々に政局の安定を取り戻していった。一方、ボリス・エリツィン大統領は、1998年10月7日に退陣を要求する全国的なデモに見舞われる。更に10月11日、訪問中のウズベキスタンで歓迎式典中に大きくよろめき、モスクワ郊外で静養したことをきっかけに健康不安による大統領早期退陣を求める声が高まり始めた。さらに1999年2月から、新興財閥ロゴヴァス・グループの総帥でボリス・ベレゾフスキー独立国家共同体（CIS）執行書記、エリツィンの次女タチアナ・ディアチェンコ大統領補佐官、アレクサンドル・ヴォローシン大統領府長官エリツィン側近らファミリー（セミヤー）の汚職疑惑が持ち上がった。ロシア連邦議会下院国家会議は共産党が第一党にあり、共産党主導で大統領弾劾によるエリツィン罷免に動いた。議会の動きに対してポスト・エリツィンの最有力候補に浮上したプリマコフは積極的に反対せずエリツィンの怒りを買う。1999年5月11日、下院国家会議は大統領弾劾問題の審議を13日から開始することを決定したが、5月12日、エリツィン大統領は先手を打ってプリマコフ首相を解任、首相代行にセルゲイ・ステパーシン第一副首相兼内相を任命した。

## 新設・再編された省庁
- ロシア連邦反独占政策・企業家支援省 (国家独占禁止委員会、国家中小企業支援発展委員会、ロシア連邦通信分野自然独占規制庁、ロシア連邦運輸分野自然独占規制庁を廃止・再編)
- ロシア連邦民族政策省 (ロシア連邦地域・民族政策省の関係部局を改組)
- ロシア連邦独立国家共同体担当省（ロシアCIS担当省）
- ロシア連邦貿易省 (ロシア貿易産業省の一部を移管・設置）
- ロシア連邦国土政策・建設・住宅・共同体サービス省は国家土地政策委員会と国家建設建築住宅政策委員会に分割
- ロシア連邦税務省 (1998年12月23日付ロシア連邦大統領令第1635号によって国税庁を改組)

## 閣僚
| 画像外部リンク           | 画像外部リンク |
| ------------------------ | -------------- |
| ウラジーミル・ブルガーク |                |

| 画像外部リンク       | 画像外部リンク |
| -------------------- | -------------- |
| ゲンナジー・クーリク |                |